# Expeditionsregering
Expeditionsregering (även expeditionsministär) är en tillfällig ministär som sitter kvar som förvaltande tjänstemän och i huvudsak för att sköta rutinärenden, i väntan på att en ny laga regering har tillträtt. Det är alltså en ministär som under en begränsad tid sköter de löpande och rutinmässiga regeringsuppgifterna i väntan på att en parlamentariskt förankrad regering skall tillträda i laga ordning. En expeditionsministär skall undvika partipolitiskt kontroversiella förslag och får inte ingå nya bilaterala avtal eller fatta andra viktiga beslut som rör rikets intressen.
Detta inträffar normalt efter ett val, då regeringschefen har lämnat in sin eller regeringens avskedsansökan (i de flesta länder till statschefen) till dess en ny laga regering kunnat bildas. En regering utan parlamentarisk förankring under ett längre, partimässigt dödläge benämns då såsom expeditionsministär, men kallas vanligen opolitisk ministär eller ämbetsmannaministär. Under en regeringskris fungerar normalt den avgående regeringen på detta sätt. 
Tidsperioden som en expeditionsregering sitter kan variera mellan länder, beroende på parlamentariskt system och konstitutionella regler. Vanligt är att det rör sig om dagar eller högst några veckor för att bilda en ny regering. Bland annat i de fall då nyval anordnas innan en ny regering kan bildas kan tidsperioden bli längre, och sträcka sig upp till flera månader.

## Expeditionsregeringar i Sverige och i Finland
I Sverige används begreppet övergångsregering i grundlagens regler om expeditionsministären, för det tillstånd då statsråden uppehåller sina befattningar dock utan att vara ministrar men ämbetsministrar och fungera såsom förvaltande ämbets-tjänstemän till dess en ny regering tillträtt. Detta sker när statsministern avlider eller lämnar sin och därmed regeringens avskedsansökan. En expeditionsministär har i princip samma befogenheter som vanligt men får inte utlysa extraval och skall enligt praxis avhålla sig från att fatta nya politiska beslut.
I vissa fall, särskilt i äldre tid, har man ibland utsett en helt ny regering som har fungerat som expeditionsregering, exempelvis om den politiskt tillsatta regeringen har avgått med omedelbar verkan mitt under mandatperioden utan att utlysa extraval. Ofta har en sådan regering bestått av partipolitiskt oberoende tjänstemän, och har alltså haft karaktären av ämbetsmannaregering. De senaste regeringarna av detta slag i Sverige var Louis De Geer den yngres 1920–1921 och Oscar von Sydows 1921, även om bildandet av Bondeförbundets "semesterregering" under Axel Pehrsson-Bramstorp 1936 också hade en liknande grund, medan det i Finland förekom så sent som 1975, då Keijo Liinamaa var statsminister. En sådan expeditionsregering utsågs ofta direkt av statschefen när det inte föreföll finnas något parlamentariskt underlag för en annan lösning. När regeringsbildandet numera i såväl Sverige som i Finland kräver godkännande av riksdagen i respektive land, torde denna typ av expeditionsregering inte bli särskilt vanlig i något av dessa länder i framtiden.
Efter mordet på Olof Palme entledigade talmannen övriga statsråd i enlighet med regeringsformens bestämmelser. Regeringens övriga statsråd fortsatte därmed att verka som regering under några veckor.

## Exempel på långvariga expeditionsregeringar
Belgien har under 2000-talet haft flera långlivade expeditionsregeringar på grund av svåra och utdragna regeringsbildningar. Guy Verhofstadt ledde en expeditionsregering i drygt 9 månader mellan 2007 och 2008, från parlamentsvalet 10 juni 2007 till den 20 mars 2008, då Yves Leterme tillträdde som ny premiärminister. Efter valet 13 juni 2010 ledde Yves Leterme en expeditionsministär som varade i hela 18 månader, fram till den 6 december 2011, innan en ny regering tillsattes med socialisten Elio Di Rupo som premiärminister. Detta är hittills den längsta period i världen som ett land letts av en expeditionsministär.  